# Caden
Caden (in bretone: Kaden) è un comune francese di 1 609 abitanti situato nel dipartimento del Morbihan nella regione della Bretagna.

## Società

### Evoluzione demografica
Abitanti censiti